# Botrychium alaskense
Botrychium alaskense är en låsbräkenväxtart som beskrevs av Warren Herbert Wagner och J.R.Grant. Botrychium alaskense ingår i släktet låsbräknar, och familjen låsbräkenväxter. Utöver nominatformen finns också underarten B. a. pavlovii.